# دهستان وهن‌آباد
دهستان وهن‌آباد نام دهستانی به مرکزیت وهن‌آباد در بخش مرکزی شهرستان رباط‌کریم، استان تهران در ایران است. براساس سرشماری مرکز آمار ایران در سال ۱۳۹۵، جمعیت آن ۹٬۱۱۶ نفر (۲٬۶۸۶ خانوار) بوده‌است. فرودگاه بین‌المللی امام خمینی در زیرمجموعه این دهستان است. همچنین درون حوزه این دهستان منطقه ویژه اقتصادی و منطقه آزاد تجاری وجود دارد.

## تاریخ

### پیش از اسلام
در سال‌های ۱۳۵۵، یونسکو این منطقه تا فرودگاه را به عنوان مناطق احتمالی پیدایش عصر آهن شناخت. تمام این روستا و اطراف آن از تپه سفالی معمورین به‌شمار می‌آیند. این منطقه مربوط به هزاره ۶ تا هزاره اول قبل از میلاد است این اثر در تاریخ ۲۷ دی ۱۳۷۷ با شمارهٔ ثبت ۲۲۶۰ به‌عنوان یکی از آثار ملی ایران به ثبت رسیده است. یکی از مهم‌ترین یافته‌های کشف شده از این تپه، سازه های معماری متعلق به عصر آهن است که تا پیش از این کاملا ناشناخته باقی مانده بود. البته در میان این آثار به دست آمده، «مهر استوانه ای شکل» کشف شد که نشان می داد مردمانی که ما به عنوان مردم عصر آهن می‌شناسیم، ۳۲۰۰ سال پیش وارد ایران شده اند.

##### تپه سفالی معمورین
تپه سفالی معمورین مربوط به هزاره ۶ تا هزاره اول قبل از میلاد است و در رباط کریم (پیش از این در ری) ، درشمال فرودگاه امام خمینی (ره) واقع شده و تمامی زمین های روستای وهن‌آباد و اطراف آن را شامل می شود. این اثر در تاریخ ۲۷ دی ۱۳۷۷ با شمارهٔ ثبت ۲۲۶۰ به‌عنوان یکی از آثار ملی ایران به ثبت رسیده است.

### افراد سرشناس تاریخی
- حیدر لطیفیان (۱۲۵۸–۱۲۹۴ خورشیدی)

از اهالی وهن آباد، از مبارزان با حمله نیروی زمینی ارتش امپراتوری تزار روسیه در طی جنگ جهانی اول و فرمانده نبرد تاریخی رباط‌کریم است که در طی آن از سقوط پایتخت و مستعمره شدن ایران توسط روسیه جلوگیری شد.

## منطقه ویژه اقتصادی
بر اساس ماده ١٦٦ برنامه پنجم توسعه کشور، ٢٥٠٠ هکتار از اراضی شهر فرودگاهی امام خمینی (در بخش غربی دهستان وهن‌آباد)  به منطقه ویژه اقتصادی شهر فرودگاهی امام خمینی (ره) تبدیل شده است. فاز اول پارک لجستیک و سرمایه‌گذاری شهر فرودگاهی به مساحت ١٧٠٠ هکتار، با بهره مندی از مزایای منطقه آزاد تجاری و ویژه اقتصادی توسعه خواهد یافت. ارائه تسهیلات انبارداری با استفاده از مزایای منطقه ویژه اقتصادی، یکی از اقدامات اولیه سازمان این منطقه است.

### سایبرسیتی
آینده متصور برای منطقه ویژه اقتصادی:
- ایجاد هاب سایبری کشور
- پردازش و تولید کالای رقابتی
- خلق بازارهای نوآور با بستر دانش و اطلاعات
- اتصال به شبکه جهانی تجارت الکترونیک (e-commerce)
- دسترسی 24 ساعته به خدمات شهری
- تقویت رقابت تجاری شهر و ایجاد فرصت های تجاری بیشتر با توسعه تجارت الکترونیک
- ایجاد نظام فناوری پیشرفته
- مراکز تحقیق و توسعه فناوری

## منطقه آزاد تجاری
به موجب ماده ١٦٦ برنامه پنجم توسعه و در راستای اهداف کلان اقتصاد کشور و تبدیل شدن شهر فرودگاهی (واقع بر جنوب دهستان وهن‌آباد) به قطب راهبر کارگو و قطب دوم مسافری منطقه، با تاکید بر بنیان گذاری و توسعه فعالیت های اقتصادی، تولیدی، صنعتی و افزایش جذابیت های سرمایه گذاری، به عنوان یک پروژه بزرگ ملی،  فاز پیشران منطقه آزاد تجاری شهر فرودگاهی امام خمینی(ره) با مساحت تاسیس منطقه آزاد شهر فرودگاهی امام خمینی(ره) به مساحت ١٥٠٠ هکتار در دستور کار وزارت راه و شهرسازی قرار گرفته است.

### اهداف
اهداف ایجاد منطقه آزاد تجاری در این محدوده:
- جذب وحمایت از سرمایه گذاری خارجی و داخلی
- توسعه تجارت
- انتقال فناوری روز جهانی
- ایجاد اشتغال مولد
- توسعه پایدار شهر فرودگاهی

## موقعیت جغرافیایی
این روستا بر اساس فرهنگ کامل معین[ج دوم اعلام]در زمان قاجاریه و پهلوی از روستاهای شهر ری به حساب می‌آمد. بر اساس گفته پیران این روستا، زیر سلطه روستای حکیم آباد بوده. همچنین از آن‌ها روایت شده که در کنار جاده ابریشم نیز قرار داشته.

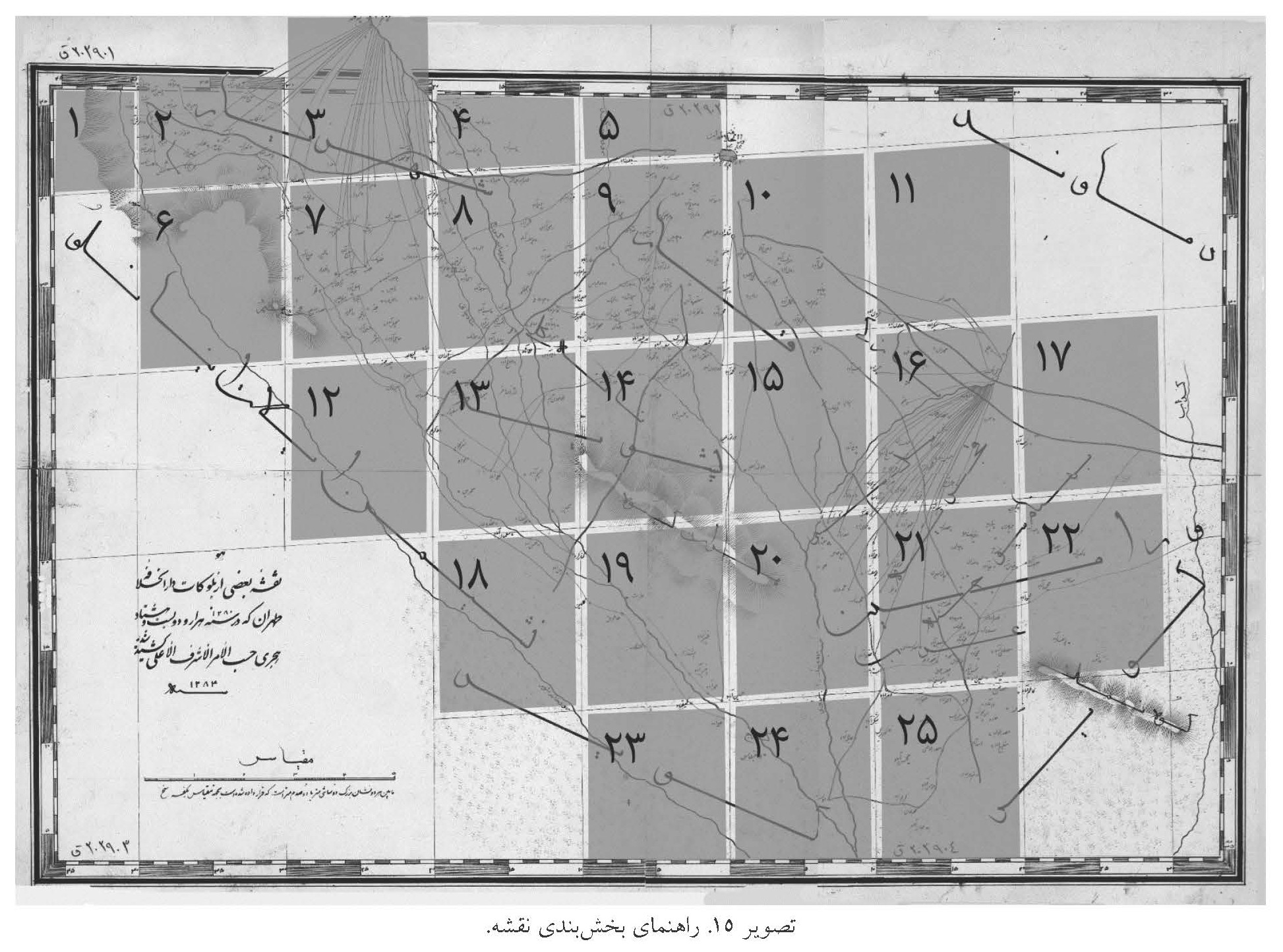
دهستان وهن آباد و روستاهای تحت تابعه در بلوک 13 نقشه آبادی‌ های دارالخلافه زمان قاجار بوده است.

این دهستان در بلوک سیزدهم نقشه آبادی های دارالخلافه در دوران قاجار قرار دارد.
شهر فرودگاهی امام خمینی زیر مجموعه دهستان وهن‌آباد و در سمت غرب اتوبان تهران-قم قرار دارد.
یونسکو، وهن‌آباد و شمال فرودگاه را از مناطق مخفی میراث فرهنگی می‌داند.

## زیرمجموعه
‌هیئت وزیران دولت چهارم در جلسه مورخ ۲۵ اسفند ۱۳۶۴ بنا به پیشنهاد شماره ۱۷۰۱۶ م مورخ ۱۷ آبان ۱۳۶۲ وزارت کشور در اجرای ماده ۱۳ قانون تعاریف و ضوابط‌تقسیمات کشوری مصوب تیر ماه سال ۱۳۶۲ مجلس شورای اسلامی و به استناد ماده ۳۱ آیین‌نامه اجرایی قانون مذکور مصوب مهر ماه ۱۳۶۳ و طبق مواد ۳،۴ و ۶ قانون و تبصره‌های ذیل آن، دهستان وهن‌آباد به مرکزیت روستای وهن‌آباد مشتمل بر روستاها و مزارع و مکان‌های زیر، زیرمجموعه دهستان وهن‌آباد است :
1. وهن‌آباد
2. علی‌آباد
3. حکیم‌آباد
4. شهرستان
5. شترخوار
6. نوده
7. کاظم‌آباد
8. قشلاق حکیم‌آباد
9. قاچ‌آقاچ
10. مأمورین
11. عموک‌بالا
12. حاجی‌آباد
13. زمان‌آباد
14. تنبل‌آباد
15. قلعه‌میر
16. ریه
17. میمون‌آباد
18. نصیرآباد
19. صالح‌آباد
20. علی‌آباد طپانچه
21. حصار چوپان(‌حصار طهماسب)
22. امامزاده باقر
23. پمپ بنزین علی‌آباد طپانچه
24. امامزادگان عین و غین (وهن‌آباد)
25. فرودگاه بین‌المللی امام خمینی[۳]

## گالری تصاویر

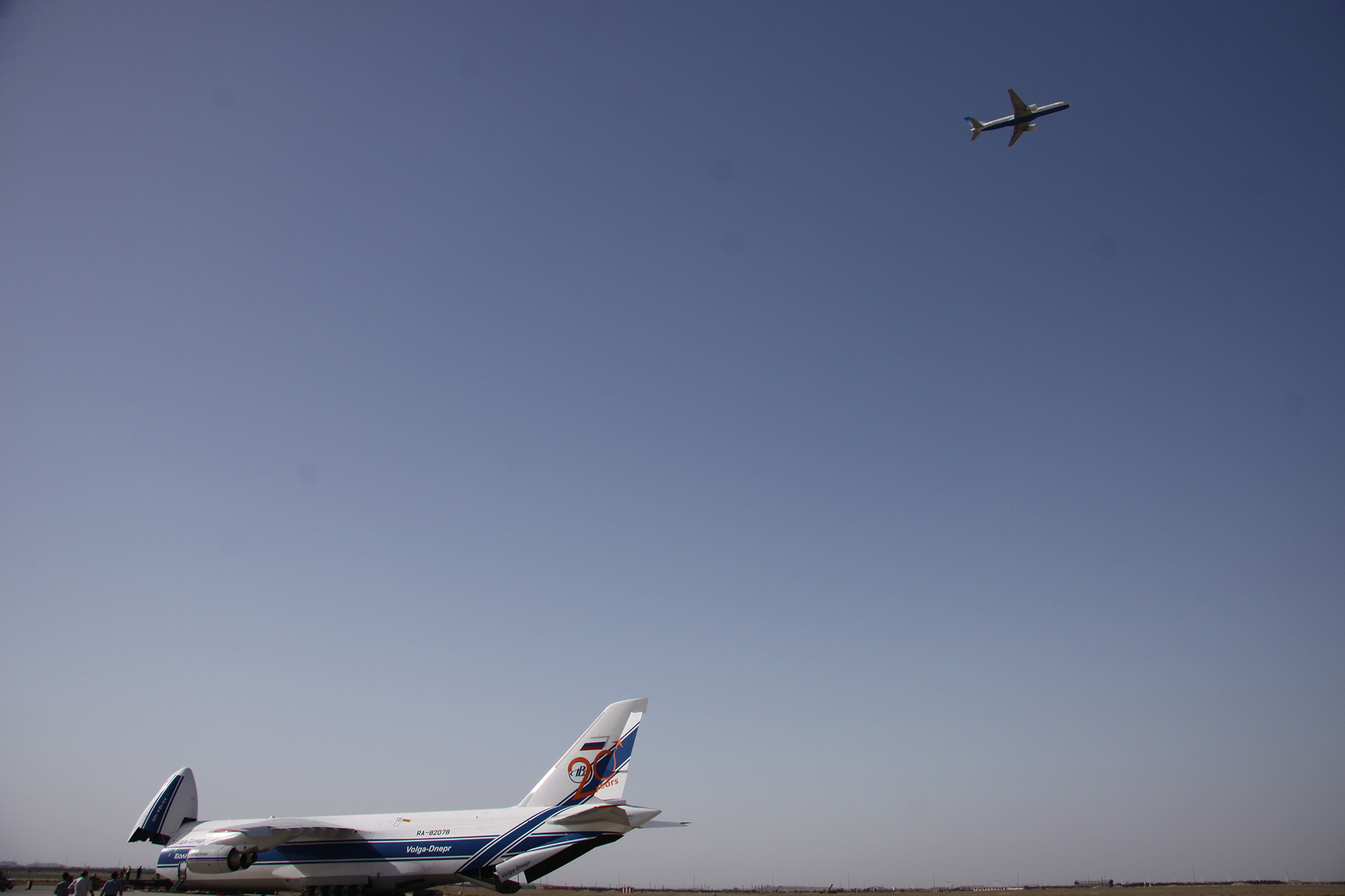
آسمان فرودگاه - دهستان وهن‌آباد
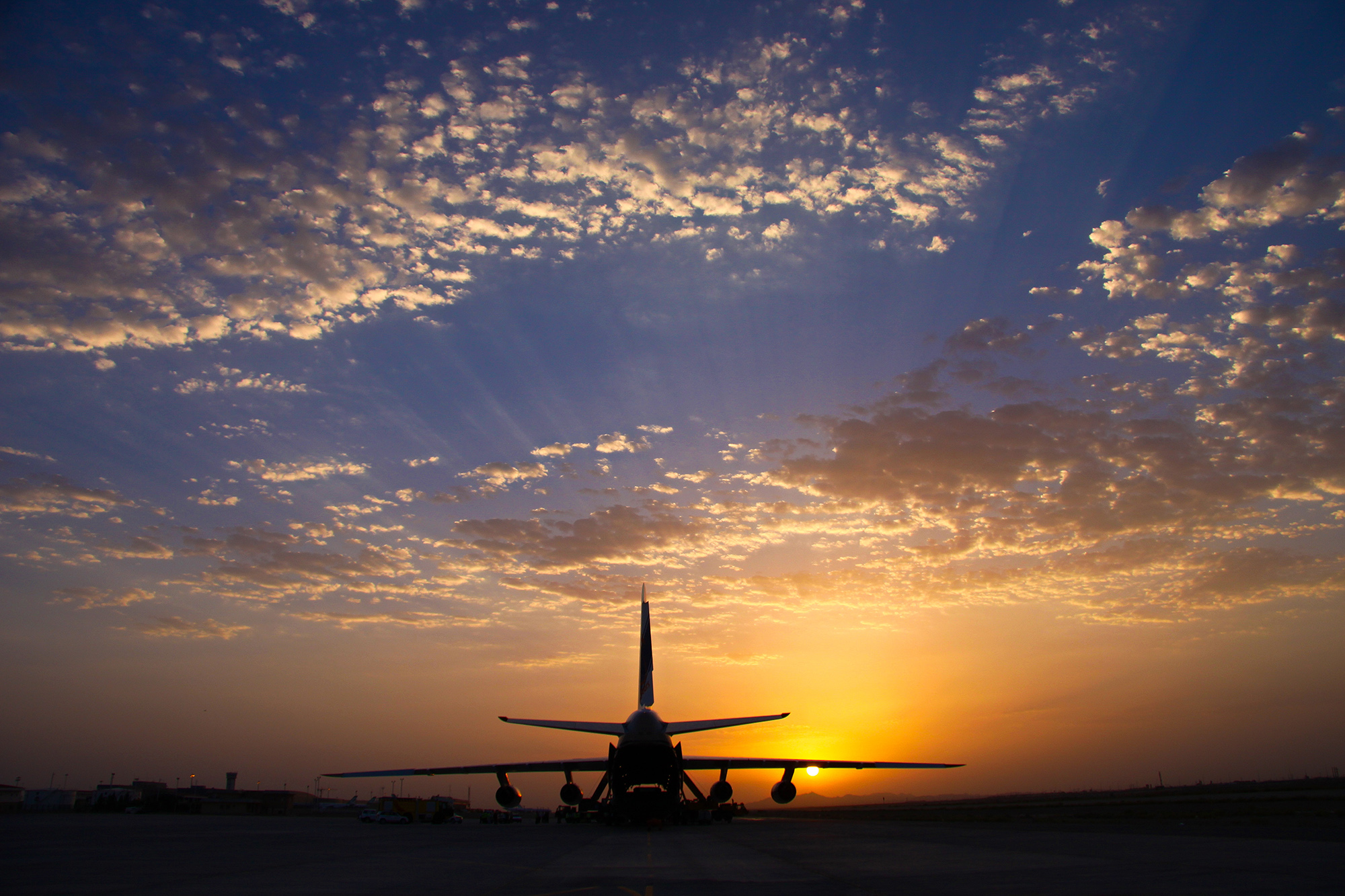
آسمان فرودگاه - دهستان وهن‌آباد
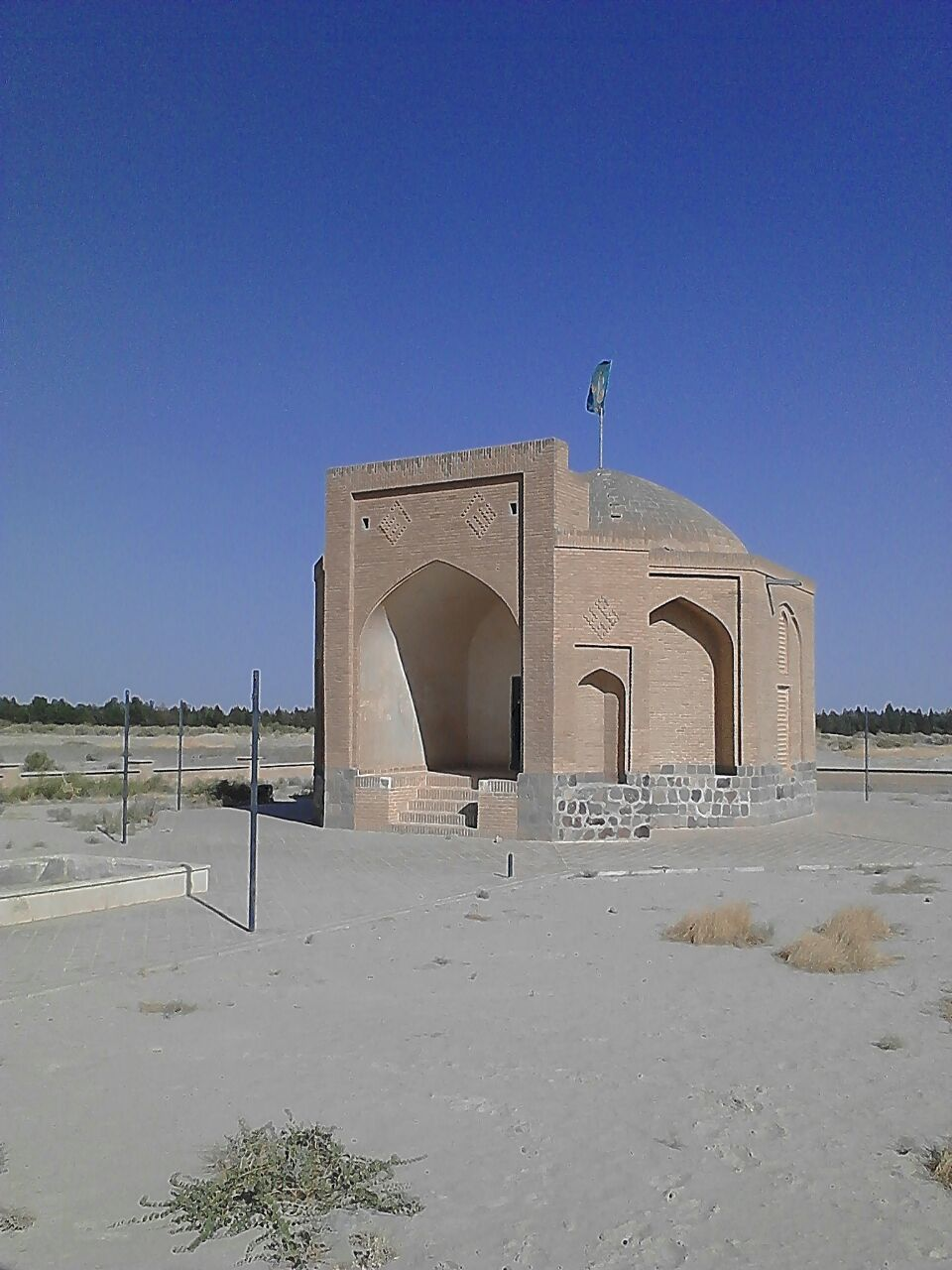
مقبره امامزاده ابراهیم، دهستان وهن‌آباد

## آموزش
- هنرستان کشاورزی امام صادق[۱۱]